# Keighley
Keighley é uma localidade situada no condado de West Yorkshire, na Inglaterra (Reino Unido), com uma população estimada em meados de 2016 de 53.428.
Encontra-se localizada ao oeste da região Yorkshire e Humber, para perto da fronteira com a região Noroeste da Inglaterra, dos montes Peninos e da cidade de Leeds —a capital do condado e da região—.